# Xe tải quái vật
Xe tải quái vật (tiếng Anh: Monster Trucks) là một bộ phim hành động hài của Mỹ 2017 do Paramount Animation, Nickelodeon Movies và Disruption Entertainment sản xuất cho Paramount Pictures. Phim do Chris Wedge đạo diễn và Jonathan Aibel, Glenn Berger, Derek Connolly và Matthew Robinson viết kịch bản. Phim có sự tham gia của Lucas Till, Jane Levy, Amy Ryan, Rob Lowe, Danny Glover, Barry Pepper và Holt McCallany, xoay quanh một học sinh trung học tìm thấy một con quái vật đang trốn trong xe tải của cậu. Phim khởi chiếu tại Việt Nam ngày 3 tháng 2 năm 2017.